# Arkys montanus
Arkys montanus (Balogh, 1978) è un ragno appartenente alla famiglia Arkyidae.

## Etimologia
Il nome del genere deriva dal greco ἄρκυς, àrkys, cioè rete da caccia, a causa del modo di disporre la ragnatela.

## Distribuzione
La specie è stata reperita nelle foreste nebulose della Papua Nuova Guinea, alle pendici di Monte Kaindi, Monte Wilhelm e di Monte Giluwe

## Tassonomia
Al 2012 non sono note sottospecie e dal 1978 non sono stati esaminati nuovi esemplari.